# Пекарская
Пекарская (баш. Пекарь) — деревня в Благовещенском районе Башкортостана, относится к Ильино-Полянскому сельсовету.
Расположена на реке Изяк в 15 км к востоку от Благовещенска.

## История
До 10 сентября 2007 года называлась 1-й Александровкой.

## Население
| 2002 | 2009 | 2010 |
| ---- | ---- | ---- |
| 0    | →0   | ↗9   |

## История
Деревня Пекарская (1-й Александровский починок) была образована в 1877 году переселенцами из Вятской губернии: крестьяне купили землю у князя Кугушева и землевладельца Пекера по цене 14 рублей за десятину. В 1885 году при содействии Крестьянского поземельного банка крестьяне докупили землю у местных землевладельцев Дашковых по цене 35 рублей за десятину.
Крестьяне починка образовывали единое земельное товарищество и одноимённое сельское общество. Среди жителей починка были Корякины, Липатниковы, Демины, Ивакины, Осколковы, Гончаровы, Прозоровы, Шестаковы, Тарасовы, Селезневы и другие.
Несмотря на то, что в конце XIX века в Пекарском проживало не так много человек (170 жителей), там функционировали 4 кузницы, 2 ободных заведения, а также маслобойное и кулевое заведения.
Почти все жили безбедно, трое хозяев имели более 40 десятин земли, четверо — от 30 до 40, трое — от 20 до 30, девять — от 15 до 20 десятин. Восемь семей занимались пчеловодством.
В 1920-е годы починок был центром одноимённого сельсовета Благовещенской волости. Вплоть до конца советских времен данный населенный пункт под названием 1-я Александровка входил в состав Турушлинского сельсовета.
Во время коллективизации деревня вошла в колхоз «Трудовая семья», в 1950-е годы — в колхоз имени Молотова, в 1957 году — в совхоз «Степановский».
В конце XX века деревня практически исчезла, но в 2007 году была возрождена под названием Пекарская в составе Ильино-Полянского сельсовета.

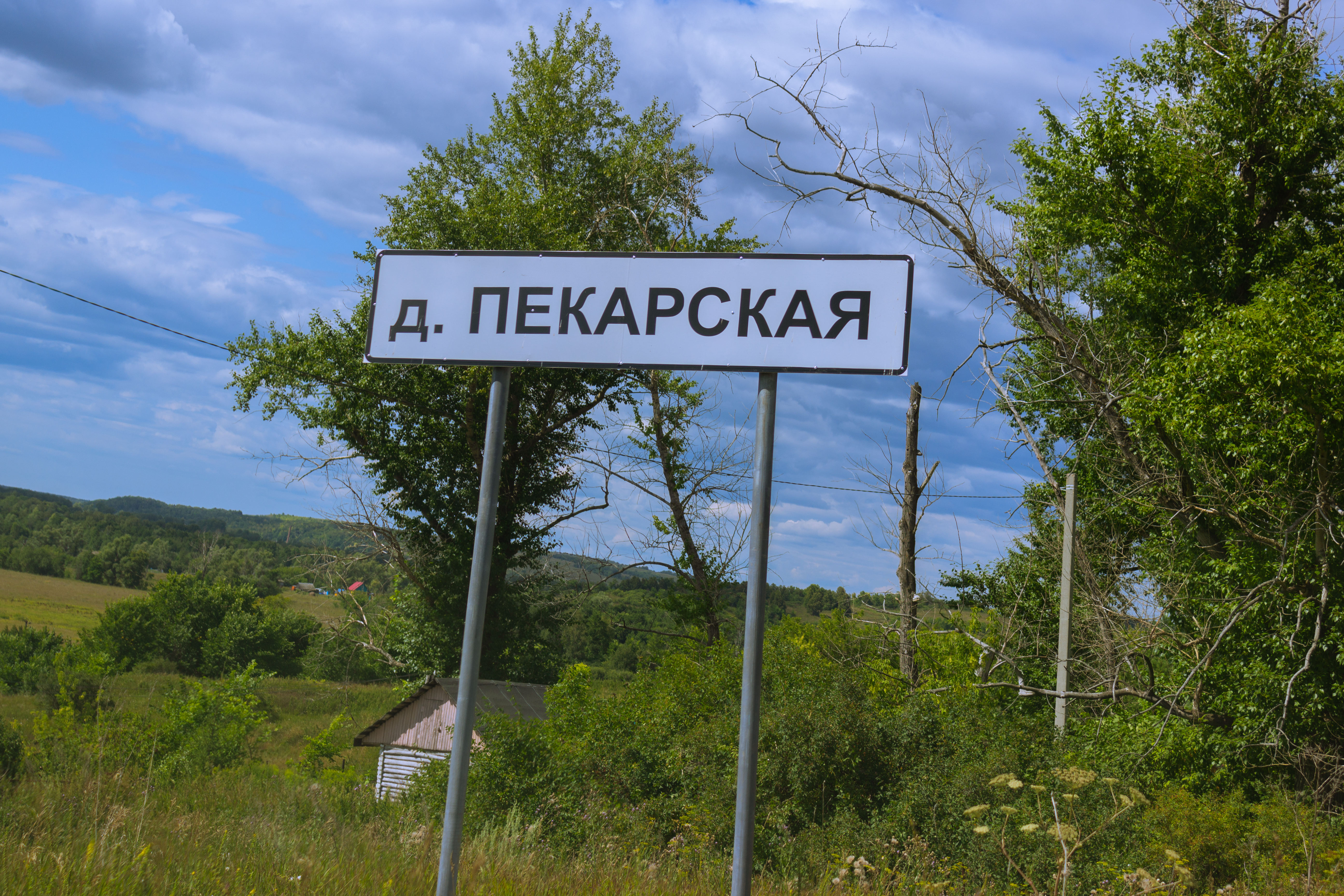
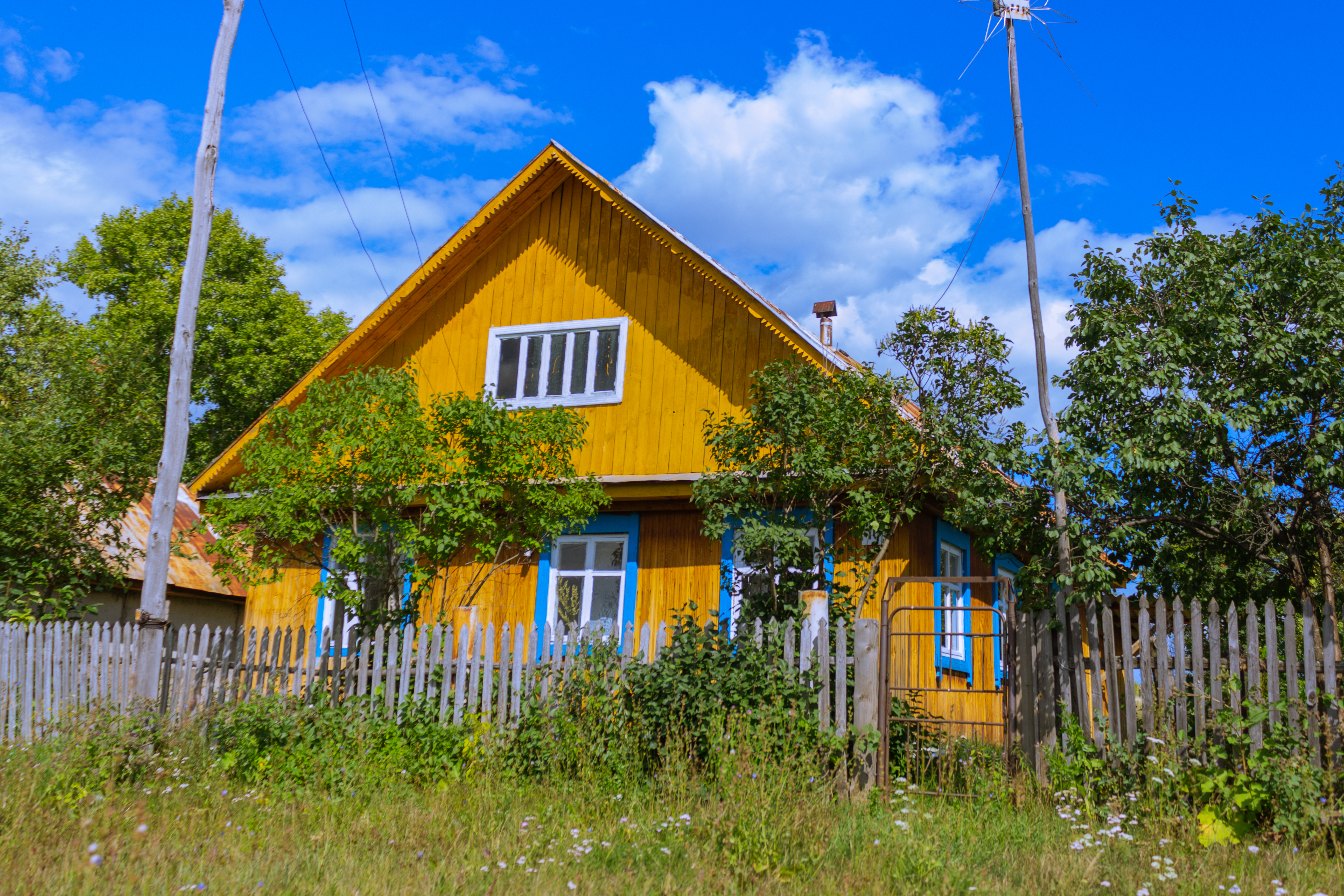
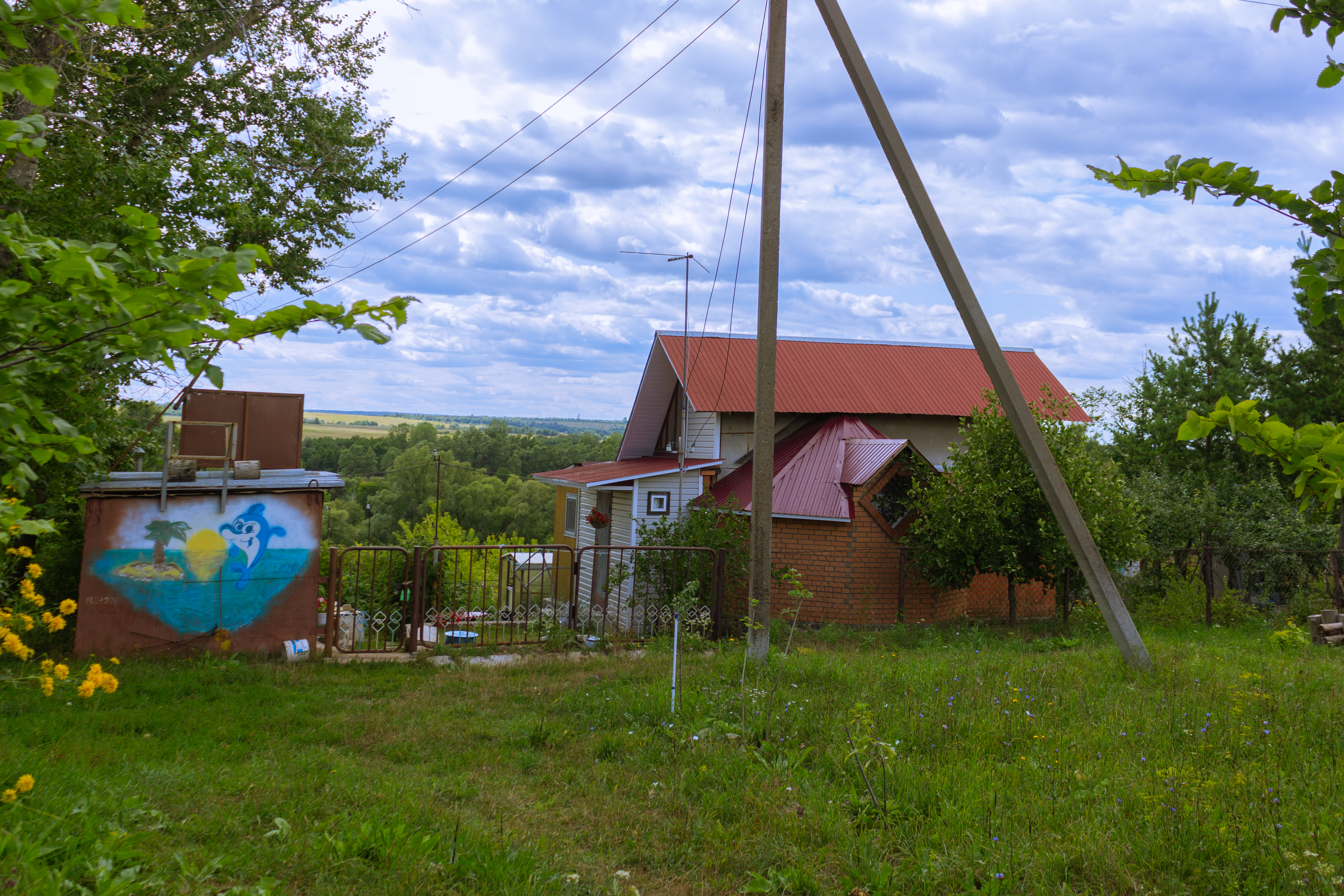

## Географическое положение
Расстояние до:
- районного центра (Благовещенск): 23 км,
- центра сельсовета (Ильино-Поляна): 9 км,
- ближайшей ж/д станции (Загородная): 37 км.